# Limiter
Ein Limiter oder Begrenzer ist ein dynamikbearbeitendes Effektgerät in einem Rig oder ein Plug-in, das den Ausgangspegel (Amplitude der Spannung des Audiosignals) auf einen bestimmten Wert herunterregelt. Dieser wird durch den „Limiter Threshold“ (Schwellenwert) festgelegt. Der Begrenzer ist eine Extremform des Kompressors mit einer Ratio (Regelverhältnis) von unendlich zu 1; oft wird aber bereits bei einer Ratio von 10:1 und höher von Limitierung gesprochen. Wichtige Bauteile sind ein Hüllkurvenverfolger und ein VCA.

## Weitere Parameter
Ansprechzeit (englisch „Attack“)Die Ansprechzeit ist das Zeitintervall, nach dem das Eingangssignal nach Überschreiten des Schwellwert-Pegels auf denselbigen heruntergeregelt wird.
Abfallzeit (englisch „Release“)Die Abfallzeit ist das Zeitintervall, in dem das Signal nach Unterschreiten des Schwellwerts auf das normale Verhältnis von 1:1 zurückgeregelt wird.
AutoDie „Auto“-Funktion tastet das Signal nach Pegelspitzen ab und stellt die Regelzeiten entsprechend ein. So wird bei sinkendem Eingangspegel die Ansprechzeit (Attack) länger.
Soft KneeDieser Parameter rundet die „Ecke“ der Kennlinie auf Höhe des Schwellwerts ab. Ergebnis ist ein weicher Übergang zwischen unbearbeitetem zu begrenztem Pegel.

## Verschiedene Bauarten

### Rückwärtsregelung
Bei Überschreiten des Schwellwerts regelt der Begrenzer das Signal bis zum Ablauf der Ansprechzeit (englisch „attack time“) auf den Wert des Schwellwerts zurück. Dabei kann es zu Ausgangspegeln kommen, die oberhalb des Schwellwerts liegen.

### Übersteuerung (Clipping)
Der Limiter begrenzt das Signal durch die Sättigung des Verstärkers. Die Übersteuerungsgrenze liegt dabei leicht oberhalb des Schwellwerts. Durch eine abgerundete Form der Clippingkennlinie wird das Signal zuerst komprimiert und dann begrenzt. Dabei entstehen durch die harmonischen Verzerrungen Obertöne. Begrenzer mit Röhrentechnik erzeugen für den Menschen meistens angenehmere Obertöne als Geräte in Transistorbauweise.

### Vorwärtsregelung
Diese Schaltung wird auch „Feed Forward“ oder „Look Ahead“ genannt. Präziser muss eigentlich von Vorwärtssteuerung gesprochen werden, da kein geschlossener Regelkreis wie bei der Rückwärtsregelung vorliegt. Das Signal wird um ein kurzes Zeitintervall (mindestens um die Ansprechzeit (Attack) der Steuerkette, zum Beispiel 0,2 ms) verzögert. So kann der VCA das Audiosignal vor dem Überschreiten des Grenzwerts auf den zulässigen Pegel reduzieren. Ob das exakt funktioniert, hängt von der Präzision der Steuerkennlinie ab, da keine Kontrolle erfolgt wie im Regelkreis. Das psychoakustische Phänomen der Rückwärtsverdeckung sorgt dafür, dass der Steuervorgang kaum wahrgenommen wird.

## Bezeichnungen

### Brick-Wall-Limiter / Clipper
Diese Bezeichnungen stehen für eine bestimmte Form der Pegelbegrenzung. Ein Brick-Wall-Limiter oder „Clipper“ gibt garantiert keine Pegel oberhalb des Schwellwerts aus. Durch die Verstärkung des Eingangspegels kann so rasch eine hohe Lautheit des Audiomaterials erzielt werden. Ein Brick-Wall-Limiter berücksichtigt im Gegensatz zum gewöhnlichen Limiter nicht nur die Hüllkennlinie der Vergangenheit, sondern auch die der Zukunft, sodass auch Transienten (z. B. von einem Becken) unterhalb des Schwellwertes gebracht werden. Dieses „Hellsehen“ ist in der digitalen Musikproduktion deswegen möglich, weil sämtliche Signale bereits vorliegen, und ein Zugriff auf zukünftige Samples problemlos möglich ist. Brick-Wall-Limiter als Echtzeit-Effektgeräte leiten das zu modulierende Signal durch eine Verzögerungsleitung (die heutzutage i. d. R. ebenfalls digital arbeitet), während die Erzeugung der modulierenden Hüllkennlinie sofort geschieht, wodurch der Pegel bereits abgeschwächt wird, bevor das laute Signal moduliert wird. Dies hat den Nachteil, dass eine hörbare Verzögerung auftritt, die bei Liveauftritten zu Problemen führt, weil Musiker die gespielten Töne verspätet hören und somit leicht aus dem Takt kommen.

### Intersample Limiting
Durch die stetige Erhöhung der Lautheit von Musikproduktionen ist man auf das Problem der „Intersample Peaks“ gestoßen. So kann es bei der Digital-Analog-Wandlung zwischen den Abtastwerten zu Pegeln jenseits von 0 dBFS (dB Full Scale) kommen. Pegelmessgeräte mit höherer Auflösung als das Audiomaterial können diese darstellen. Einige Hersteller bieten deshalb „Intersample Limiter“ an, die das Audiomaterial mit einer hohen Abtastrate abtasten und diese Übersteuerungen begrenzen.

## Anwendungsbereiche
Sowohl bei Rundfunk, Kino und Fernsehen als auch bei der Musikproduktion werden Begrenzer benötigt. Eine häufige Anwendung bei der Aufnahme ist die Begrenzung dynamischer Schallquellen (wie Sprache/Gesang) auf einen definierten Pegel. Hier hat der Begrenzer die Funktion als Schutzbegrenzer, um Verzerrungen in nachfolgenden Geräten zu vermeiden. Auch in Masteringstudios ist der Begrenzer ein Standardwerkzeug. Die Anhebung des Durchschnittspegels (RMS) einer Produktion wird vor allem durch die Pegelbegrenzung erreicht.

### Schutz der Lautsprecher
Im Live-Bereich werden Begrenzer zum Schutz der Audiogeräte eingesetzt. Dies betrifft vor allem den Schutz von Lautsprechern. Hierbei befindet sich der Begrenzer in der Signalkette direkt vor der Endstufe. Dabei übernimmt der Begrenzer zwei Aufgaben, zum einen die Pegelbegrenzung des Durchschnittpegels (RMS), um eine thermische Überlastung der Lautsprecher zu vermeiden, wobei sich die Parameter für die Schwellwerteinstellung aus der RMS-Belastbarkeit des Lautsprechers und dem Verstärkungsfaktor der Endstufe ergeben, zum anderen die Pegelbegrenzung von kurzzeitigen Pegelspitzen (Peak), um in erster Linie eine mechanische Überlastung der Schallwandler zu vermeiden. Die Parameter für diese (Spitzen-)Schwellwerteinstellung ergeben sich aus der Spitzen-Belastbarkeit des Lautsprechers und dem Verstärkungsfaktor der Endstufe. Daher benötigt man im Prinzip zwei Begrenzer, um einen Lautsprecherschutz hinsichtlich der thermischen und mechanischen Überlastung zu realisieren. Bei vielen in Steuereinheiten integrierten Begrenzern lässt sich nur ein Schwellwertparameter pro Ausgang festlegen; oft ist daher ein zusätzlicher Einstellparameter für den Crestfaktor (Pegelverhältnis zwischen Durchschnittspegel [RMS] und Spitzenpegel [Peak]) vorhanden. Der Einstellparameter des Crestfaktors wird bei manchen Herstellern auch als „Overshoot“ bezeichnet.

### Spitzen-Begrenzer in Endstufen
Wird ein Begrenzer zur Begrenzung des kurzzeitigen Spitzenpegels (Peak) eingesetzt, so spricht man auch von Spitzenbegrenzer (englisch „peak limiter“). Viele Hersteller verbauen Spitzenbegrenzer in Endstufen. Der fest eingestellte Schwellwert dieser Begrenzer bezieht sich allerdings lediglich auf die Spitzenbelastbarkeit der Endstufe, ein Schutz hinsichtlich der Spitzenbelastbarkeit des Lautsprechers ist damit nicht gegeben.
Wird eine Endstufe ohne Spitzenbegrenzer mit überhöhtem Pegel angefahren, kommt es zur Übersteuerung. Hierbei werden alle Signalanteile über dem zulässigen Pegel abgeschnitten (Clipping), wodurch sowohl Gleichspannungsanteile (durch unsymmetrische Begrenzung der positiven und negativen Halbwelle) als auch zusätzliche Obertöne (Clippingverzerrungen) im Ausgangssignal entstehen. Die Gleichstromanteile können zu einer thermischen Überlastung der Tieftöner führen, während die Clippingverzerrungen, deren Energie im Hochtonbereich ein Vielfaches der Energie der verzerrungsfreien Obertonstruktur betragen kann, eher Hoch- und Mitteltöner gefährden. Daher kann man auch an dieser Stelle von einem indirekten Lautsprecherschutz sprechen. Es erklärt sich auch die auf den ersten Blick paradoxe Tatsache, dass unterdimensionierte und dadurch übersteuerte Endstufen ohne Spitzenbegrenzer eher Schäden an Lautsprechern verursachen als überdimensionierte Endstufen, da letztere zwar gegebenenfalls für den Lautsprecher überhöhte Pegel liefern, aber weder Gleichstromanteile noch Clippingverzerrungen.

### Lärmschutz
Eine Anwendung für speziell ausgestattete Begrenzer ist der Bereich Lärmschutz. Diese Geräte kommen in Diskotheken und auf Veranstaltungen zum Einsatz und werden meistens von den Behörden als Auflage zur Begrenzung des Schalldruckpegels gefordert.
Diese besonderen Begrenzer (Schallpegelbegrenzer) sind verplombbar, sodass der Pegel nicht durch von außen zugängliche Bedienelemente manipuliert werden kann. Sie dürfen nur von zugelassenen Sachverständigen oder durch Messstellen gemäß §§ 26, 28 BImSchG eingepegelt werden.

### Rundfunk
Im Sendeausgang von Rundfunkstudios werden Sendebegrenzer eingesetzt. Ihre Aufgabe ist es, den Hub der Frequenzmodulation zu begrenzen, damit sich benachbarte Sender nicht gegenseitig stören. Einer der bekanntesten dieser Begrenzer ist das Optimod. Diese Geräte werden nicht nur als Begrenzer eingesetzt, oftmals wird zusätzlich auch in das Klangbild eingegriffen.

### Premastering
Heutige Digital-Workstations bearbeiten Audiomaterial mit einer hohen Wortbreite. Als letzter Schritt erfolgt deren Reduktion auf die 16 Bit der Audio-CD. Da nach Begrenzung der Pegelspitzen eine Pegelanhebung möglich ist, können Informationen aus den unteren Bits des hochauflösenden Quellsignals in den nutzbaren Dynamikumfang der CD gelangen. Aus diesem Grund ist es sinnvoll, Pegelbegrenzung und Wortbreitenreduktion als letzten Schritt des Premasterings zusammenzufassen.

## Geräte und Plug-ins
Analoge Klassiker wie der UREI 1176 LN oder der Universal Audio LA2A haben mittlerweile Kultstatus. In Tonstudios werden sie heute hauptsächlich wegen ihres charakteristischen Klangs eingesetzt, denn rein technisch gesehen sind die neuen Digitalgeräte besser.
Im Rundfunk-Bereich sind Begrenzer von Jünger Audio weit verbreitet, bei der Musikproduktion sorgte der TC Finalizer bei seiner Markteinführung für Aufsehen. Dieser arbeitet mit einer Kette von Effekten, deren letzte Stufe ein in Fachkreisen umstrittener Softclipper bildet. Dennoch ist das Gerät auch heute noch weit verbreitet, und sein Rundfunk-Pendant mit dem Namen DB Max gilt als kostengünstigste Form der Sendeaufbereitung.
In den frühen 1990er Jahren stellte das israelische Unternehmen Waves mit einem Plug-in namens L1 die neue Geheimwaffe im Loudness War vor. Ihr Nachfolger L2 war so erfolgreich, dass es ihn auch als Hardware gab. Heute existiert eine große Auswahl an Plug-in-Begrenzern für die Schnittstellen TDM-, AU- und VST. Neben den nativen Versionen bietet der Markt auch solche mit einem höheren Bedarf an Rechenleistung an, die dann DSP-gestützte Zusatz-Hardware von TC (Powercore) und Universal Audio (UAD) benötigen. Für diese Plattformen sind auch Plug-ins erhältlich, die legendäre analoge Geräte emulieren können, indem sie neben den erwünschten auch die unerwünschten Eigenschaften der damaligen Technik nachbilden und damit dem klanglichen Charakter des Originals sehr nahekommen.
Die bekanntesten Schallpegelbegrenzer sind SPL2 und SPL2 TS von DATEQ. Sie verfügen über manipulationssichere Gehäuse und verändern nicht die Dynamik des Audiosignals, sondern nur den Maximalpegel.